# Bbb 코리아

bbb 코리아는 언어 통역 자원봉사자들이 휴대폰을 이용, 방한 외래객에게 언어, 문화 서비스를 제공함으로써 국가간 언어 장벽 해소 및 국제 교류와 국가 위상 제고에 기여를 목적으로 2003년 5월 6일 설립된 대한민국 문화체육관광부 소관의 사단법인이다. 사무실은 서울특별시 용산구 한남대로 150 신동빌딩 3층에 있다.
BBB는 'Before Babel Brigade'의 약자로서 "바벨탑 이전의 시대로 돌아가는 군단"이라는 뜻을 담고 있다. 2002년 FIFA 월드컵, 2002년 아시안 게임을 계기로 대한민국을 방문한 외국인들의 언어 불편을 해소하기 위한 통역 자원 봉사자를 모집하면서 출범했다. 2003년 5월 문화관광부 등록 비영리 사단법인 한국BBB운동으로 출범하게 되었고, 2011년 6월 BBB 코리아(BBB Korea)로 기관명을 변경하여 활동을 이어오고 있다.

## 주요 사업
- BBB운동 자원봉사자 모집, 교육, 관리
- BBB운동 휴대전화 통화 시스템 개발, 운영
- BBB운동 World Wide Networking 운영
- 기타 BBB운동 목적 달성에 필요한 사업

## 서비스 언어
총 20개 언어를 통역하는 4,500여명의 자원 봉사자가 참여하고 있다.
- 영어 (1번)
- 일본어 (2번)
- 중국어 (3번)
- 프랑스어 (4번)
- 스페인어 (5번)
- 이탈리아어 (6번)
- 러시아어 (7번)
- 독일어 (8번)
- 포르투갈어 (9번)
- 아랍어 (10번)
- 폴란드어 (11번)
- 튀르키예어 (12번)
- 스웨덴어 (13번)
- 태국어 (14번)
- 베트남어 (15번)
- 인도네시아어 (16번)
- 몽골어 (17번)
- 힌디어 (18번)
- 말레이어 (19번)
- 스와힐리어 (20번)

## 주요 사업

### 언어 사업
- 외국어 통역 자원 봉사
- 글로벌 프로젝트

```
 - 2014 Rio Amigo (Brazil)
 - 2018 BBB Indonesia (Indonesia)
```

### 문화 사업
- BBB 해외 한국어학당 운영 (미얀마 양곤 KB 학당, 베트남 후에 세종학당, 인도네시아 KT&G 상상스쿨)
- 문화교류행사 운영 (내·외국인의 화합과 친목을 위한 BBB International Friends Day)
- 소통 캠페인
- 대학생 봉사단 BBB 프로보노
- BBB 매거진 제작

## 외국어 통역 자원 봉사
의사 소통에 어려움을 겪는 한국을 찾은 외래객, 한국 거주 외국인, 외국인과 만난 한국인 모두가 BBB 통역 자원 봉사의 도움을 받을 수 있다. 도움을 요청하면 4,500명 규모의 BBB 코리아 소속 자원 봉사자들이 실시간 통역을 제공한다. 제공 언어는 총 20개(영어, 일본어, 중국어, 프랑스어, 스페인어, 이탈리아어, 러시아어, 독일어, 포르투갈어, 아랍어, 폴란드어, 터키어, 스웨덴어, 태국어, 베트남어, 인도네시아어, 몽골어, 인도어, 말레이시아어, 스와힐리어)이다.
BBB 통역 자원 봉사는 전화를 통해 이루어진다. 의사소통에 어려움을 겪는 사람들이 BBB 코리아 통역 자원 봉사 번호인 대표 번호 1588-5644로 전화를 걸어 도움이 필요한 언어를 선택하면, 해당 언어의 통역 자원 봉사자와 전화 연결된다. 전화를 받은 통역 자원 봉사자는 외국인, 한국인과 번갈아 가며 통화를 하는 3각 통화 방식으로 통역을 한다.
BBB 통역 어플리케이션을 통해서도 BBB 통역 자원 봉사를 이용할 수 있다. 언어 선택 후, 1588-5644에 전화를 걸었을 때와 동일하게 전화로 통역 자원 봉사자와 연결되어 통역이 이루어진다.

### BBB 통역이 필요 할 때
BBB 통역 자원 봉사는 24시간 언제, 어디서든 이용 가능하다. 언어 재능 기부를 하는 BBB 코리아의 4500명의 봉사자들이 20개 언어로 의사 소통이 가능하도록 통역을 제공한다.
전화만 있으면 BBB 통역 자원 봉사의 도움을 받을 수 있다. 1588-5644 또는 BBB 통역 어플리케이션을 통해 전화를 걸면 시간 제한 없이 도움을 받을 수 있다. 요청자들은 다음을 포함한 여러 다양한 상황에서 BBB 통역 자원 봉사의 도움을 받고 있다.
1. 한국 방문/거주 외국인이 한국에서 택시를 타고 목적지를 갈 때
2. 한국 방문/거주 외국인이 물건을 잃어버려 경찰서, 분실물 센터 등에서 분실신고를 할 때
3. 한국 방문/거주 외국인이 행정 기관에서 행정 처리에 대한 도움을 받고 싶을 때
4. 한국 방문/거주 외국인이 사건, 사고로 경찰서에서 문제를 해결할 때
5. 한국 방문/거주 외국인이 병원에서 진료를 받을 때
6. 한국 방문 외국인이 입국 심사를 받을 때
7. 한국에서 외국인을 만난/외국을 방문한 한국인이 의사 소통에 문제를 겪을 때

### BBB 통역 자원 봉사를 하고 싶을 때
BBB 통역 자원 봉사자가 되면 통역 요청 전화가 걸려 온다. 전화를 받으면 외국인, 한국인과 번갈아 통화를 하며 도움을 주게 되고, 전화를 받지 못하면 해당 언어의 다른 봉사자에게로 요청이 넘어간다.
BBB 통역 자원 봉사자가 되고 싶다면 BBB 코리아 홈페이지를 통해 봉사자 신청을 하면 된다.봉사자 선발 기간이 되면 실제 통역을 하게 될 여러 상황들에 대한 상황극 통역을 통해 언어 테스트를 거쳐 BBB 통역 자원 봉사자로 활동 할 수 있다.